# Lure of the Temptress
Lure of the Temptress je fantasy point and click adventura vytvořená společností Revolution Software a vydaná společností Virgin Interactive Entertainment v roce 1992 pro Atari ST, DOS a Amigu. L.O.T.T. byla první hra vytvořená v enginu Virtual Theatre, který se později využil pro další hry Revolution Software - Beneath a Steel Sky a sérii Broken Sword.

## Příběh
Hráč se ujímá role mladého vesničana Diermota, naposledy zaměstnaného jako náhončí v králově lovecké družině. Jedné noci král dostává zprávu ve které je žádán o pomoc při potlačení povstání v zapadlé vesnici Turnvale. Královi muži vyrážejí do bitvy a Diermot je sleduje na svém poníku. Je nedobrovolně vtažen do bitvy. V Turnvalu družina nenaráží na obyčejné selské povstání, ale na ohavné, divoké a nelidské žoldáky - Skorly, kteří jsou vedeni mladou a krásnou čarodějkou Selenou. Králova družina je poražena a král zabit. Diermot je zatčen a vržen do kobek, kde začíná jeho dobrodružství.

## Uvolnění do freeware
V dubnu 2003 byla hra uvolněna k volnému šíření a je k dispozici na stránkách Revolution Software. Původní zdrojový kód se sice ztratil, je však možné využít virtuální stroj ScummVM, který tuto hru podporuje a díky kterému ji lze hrát na mnoha různých platformách.